# کمیساریای رایش
کمیساریای رایش (به آلمانی: Reichskommissar) به معنای «کمیساریای رایش»، در تاریخ آلمان عنوان رسمی فرمانداری بود که برای سمت‌های گوناگونی در دوره امپراتوری آلمان و آلمان نازی استفاده می‌شد.
این عنوان در امپراتوری آلمان به فرماندارانی گفته می‌شد که وظایف خارج از کشور را به عهده داشتند، و در آلمان نازی، پیش از آغاز جنگ جهانی دوم، «کمیساریای رایش» بلندپایه‌ترین مقام آلمانی بود که به اداره مناطق دارای آلمانی‌تبارها می‌پرداخت. برای نمونه، هینریش لوهس، کمیساریار رایش برای کمیساریای رایش اوستلاند (کشورهای حوزه دریای بالتیک) بود.